# Polyrhachis dolomedes
Polyrhachis dolomedes är en myrart som beskrevs av Smith 1863. Polyrhachis dolomedes ingår i släktet Polyrhachis och familjen myror. Inga underarter finns listade i Catalogue of Life.